# Ryan Allen (football américain)
Pour les articles homonymes, voir Allen.
(en) Statistiques sur pro-football-reference
Ryan Allen, né le 28 février 1990 à Salem, Oregon, est un joueur américain de football américain évoluant au poste de Punter. Non sélectionné lors de la draft 2013 de la NFL, il signe dans la foulée avec les Patriots de la Nouvelle-Angleterre pour lesquels il joue actuellement. Il a remporté les Super Bowls XLIX, LI et LIII.

## Biographie

### Carrière universitaire
Allen joue à lycée de Salem aux postes de kicker et Punter. En 2007, il est nommé dans la meilleure équipe de l'État d'Oregon. En 2008, Allen suit les pas de Johnny Hekker à l'Université d'État de l'Oregon. Il ne joue pas lors de la première saison puis est transféré à Louisiana Tech dès l'année suivante. Il joue douze rencontres universitaires en 2010, tapant pour 40,8 yards en moyenne sur 60 punts.
En 2011, il réalise 83 punts et bat le record de l'université avec 46,3 yards par punt. Il est nommé dans la meilleure équipe de la conférence WAC et reçoit la récompense Ray Guy, récompensant le meilleur punter universitaire. Il poursuit son parcours universitaire avec 45 punts pour une moyenne de 48 yards en 2012. Il bat son record en carrière avec un punt de 85 yards contre l'université d'État du Nouveau-Mexique. Il mène la NCAA en yards par punt, est nommé dans l'équipe de l'année à l'unanimité et reçoit de nouveau la récompense Ray Guy, devenant le premier joueur à receveur cette récompense deux saisons consécutivement.

### Carrière professionnelle
Alors que deux autres punters, Jeff Locke et Sam Martin, sont sélectionnés lors de la draft NFL 2013, Allen ne l'est pas. Le 27 avril 2013, il signe un contrat de 3 ans avec les Patriots de la Nouvelle-Angleterre. Lors du camp d'entraînement, il bat le vétéran Zoltán Meskó, qui est libéré de son contrat.
Lors de la 14e semaine de sa première saison en carrière, Allen est nommé joueur de la semaine des équipes spéciales de la conférence AFC pour sa contribution dans la victoire des Patriots contre les Chargers de San Diego. Lors du Super Bowl XLIX, il tape quatre coups de pied pour un total de 196 yards et bat le record de longueur d'un punt au Super Bowl avec 64 yards lors de la victoire contre les Seahawks de Seattle 28 à 24, ce record sera battu de 1 yard par Johnny Hekker, le punter des Rams de Los Angeles lors du Super Bowl LIII face aux même Patriots. Le 25 juillet 2015, Allen signe une prolongation de son contrat de trois ans avec un bonus à la signature de deux millions de dollars et un million de dollars garantis en 2016.
En 2016, les performances d'Allen sont remarquées. Il est de nouveau nommé meilleur joueur de la semaine des équipes spéciales pour son match contre les Texans de Houston en semaine 3 alors qu'il tape 7 punts pour une moyenne de 49 yards sans qu'aucun de ses derniers ne soient retournés. Les Patriots et Allen remportent de nouveau le Super Bowl à la fin de la saison. Lors du Super Bowl, Ryan Allen réalise 4 punts pour un total de 166 yards.

## Statistiques
| Année | Équipe   | MJ |        | Punt  | Punt | Punt |
| Année | Équipe   | MJ | Tentés | Yards | Moy. |      |
| 2013  | Patriots | 16 | 76     | 3 491 | 45,9 |      |
| 2014  | Patriots | 16 | 66     | 3 060 | 46,4 |      |
| 2015  | Patriots | 16 | 73     | 3 358 | 46   |      |
| 2016  | Patriots | 16 | 72     | 3 217 | 44,7 |      |
| 2017  | Patriots | 16 | 58     | 2 515 | 43,4 |      |
| 2018  | Patriots | 16 | 64     | 2 885 | 45,1 |      |